# قطعنامه ۷۳۳ شورای امنیت
قطعنامه  ۷۳۳ شورای امنیت سازمان ملل متحد که در تاریخ ۲۳ ژانویه ۱۹۹۲ تصویب شد، سندی بین‌المللی دربارهٔ سومالی است. این قطعنامه طی نشست ۳۰۳۹ام با ۱۵ رای موافق، ۰ مخالف و ۰ ممتنع تصویب شد.